# Катастрофа Ил-18 под Ленинградом (1974)
Катастрофа Ил-18 под Ленинградом (1974) — крупная авиационная катастрофа, произошедшая субботним вечером 27 апреля 1974 года в районе Ленинграда. Авиалайнер Ил-18В из Ленинградского отдельного авиаотряда «Аэрофлот» выполнял чартерный пассажирский рейс по маршруту Ленинград — Запорожье — Краснодар, но через 2,5 минуты после вылета из Ленинградского аэропорта Пулково экипаж доложил о пожаре двигателя №4 и возврате в аэропорт вылета. Однако при заходе на посадку пожар усилился, после чего самолёт потерял управление и рухнул на вспаханное поле в 2,5 км от аэропорта Пулково. Погибли все находившиеся на его борту 109 человек — 102 пассажира и 7 членов экипажа.
Это крупнейшая авиакатастрофа в Санкт-Петербурге и Ленинградской области.

## Самолёт
Рейс выполнялся самолётом Ил-18В с бортовым номером CCCP-75559 (заводской — 184007703, серийный — 077-03). По некоторым данным, он был выпущен заводом «Знамя Труда» (Москва) 15 октября 1964 года, а пассажировместимость его салона составляла 110 мест. Эксплуатация самолёта началась 24 октября, причём, по одним данным, сразу в Министерстве гражданской авиации СССР. По другим данным, авиалайнер поначалу относился к Государственному научно-исследовательскому институту гражданской авиации.
К 10 марта 1967 года (по другим данным, 20 декабря 1968 года) самолёт передали Министерству гражданской авиации СССР, которое направило его в Ленинградское управление гражданской авиации. Там борт СССР-75559 эксплуатировался в 67-м лётном отряде в составе 1-го Ленинградского объединённого авиаотряда (базировался в аэропорту Шоссейная (Пулково)). На день катастрофы 9-летний авиалайнер совершил 7501 цикл «взлёт-посадка» и налетал 18 358 часов. Оснащён четырьмя турбовинтовыми двигателями АИ-20К с заводскими номерами С2335306, С2415213, Н2335255 и Н2715078.

## Экипаж

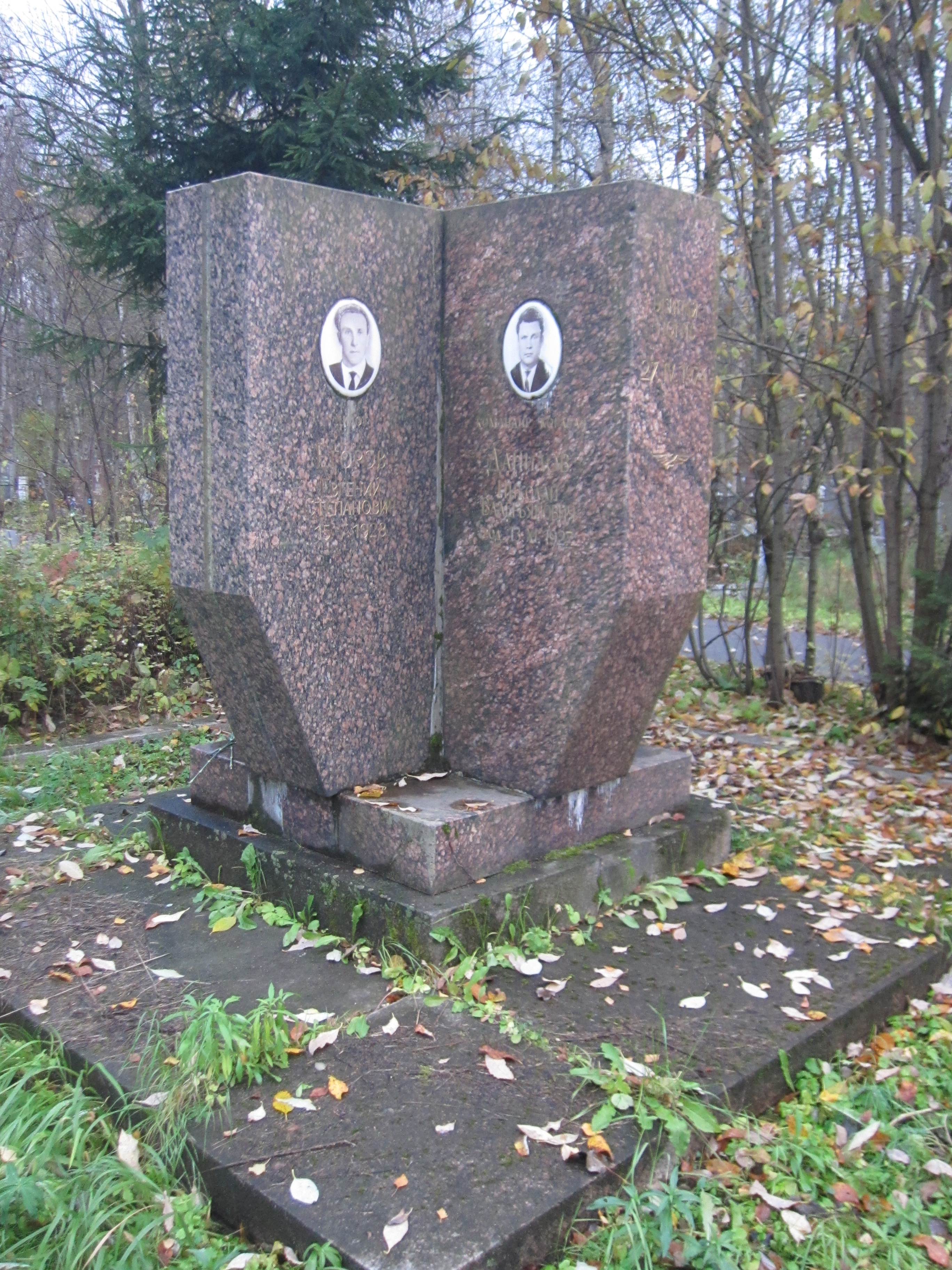
Мемориал, посвящённый погибшим членам экипажа

Экипаж был из 67-го лётного отряда (входил в 1-й Ленинградский объединённый авиаотряд) и имел следующий состав:
- Командир воздушного судна (КВС) — 46-летний Николай Валерьянович Данилов. Родился 13 ноября 1927 года.
- Второй пилот — 45-летний Евгений Степанович Егоров. Родился 15 мая 1928 года.
- Штурман — 47-летний Виктор Иосифович Локшин. Родился 4 июня 1926 года.
- Бортмеханик — 45-летний Александр Николаевич Макаров. Родился 8 ноября 1928 года.
- Бортрадист — 48-летний Юрий Евгеньевич Павлов. Родился 9 мая 1925 года.
- Стюардесса — 34-летняя Галина Николаевна Мартьянова. Родилась 6 октября 1939 года.
- Стюард — 29-летний Евгений Петрович Масловский. Родился 24 сентября 1944 года.

## Катастрофа
Самолёт выполнял пассажирский рейс вне расписания (дополнительный) из Ленинграда в Краснодар с промежуточной посадкой в Запорожье. Всего на борт сели 102 пассажира: 98 взрослых и 4 ребёнка. Над Ленинградом в это время стояла хорошая погода: облачность 8 баллов, слабый северо-западный ветер (320° 7 м/с) и видимость 10 километров. По другим данным, небо было ясным, а видимость достигала 20 километров. Взлёт выполнялся с полосы 28 по магнитному курсу 279°. После получения разрешения на взлёт, в 18:00:08 экипаж начал разгон по полосе, а через минуту командир Данилов через бортрадиста доложил о выполнении взлёта. В ответ диспетчер дал условия по выходу из зоны аэропорта, на что с борта подтвердили получение информации.
Через 2,5 минуты Ил-18 выполнял первый разворот, когда КВС неожиданно доложил на землю: Загорелось табло «пожар четвёртого [крайний правый] двигателя», опасная вибрация, разворачиваемся. Впереди по курсу и юго-западнее аэропорта Пулково находился военный аэродром Горелово. Авиадиспетчеры аэропорта Пулково связались со своими военными коллегами, после чего предложили экипажу борта 75559 выполнить посадку там. Однако КВС Данилов отказался от этого варианта. Тогда диспетчер передал условия захода на посадку по магнитному курсу 279°, поэтому экипаж продолжил выполнять разворот, но теперь уже для полёта по «коробочке». Спустя 2 минуты 53 секунды с момента взлёта авиалайнер находился в середине второго разворота, а экипаж передал: Четвёртый двигатель во флюгере. Спустя 5 минут 12 секунд после взлёта и в начале третьего разворота с самолёта запросили, чтобы в аэропорту их встречала пожарная машина. Ещё через 43 секунды (5 минут 55 секунд после взлёта) командир передал тревожное сообщение: Двигатель четвёртый горит. Согласно показаниям очевидцев на земле, пожар двигателя начал наблюдаться ещё между вторым и третьим разворотами при прохождении траверза полосы, при этом шлейф от огня растянулся на две длины фюзеляжа лайнера (около 70 метров).
Экипажу было предложено выполнить посадку на ещё одном военном аэродроме — Пушкине, но командир вновь ответил отказом, заявив, что будет выполнять по схеме заход на посадку в Пулково. Выполнив четвёртый разворот, самолёт вошёл в глиссаду. Скорость при этом была снижена до установленной, однако это действие оказалось ошибочным, так как снизился и набегающий воздушный поток, тем самым приведя к значительному усилению пожара. Авиалайнер в посадочной конфигурации (шасси выпущены, закрылки установлены на 30°) следовал точно на глиссаде и прошёл ДПРМ на установленных высоте, скорости и курсе, когда усилившийся пожар за 5—7 секунд разрушил механизацию на правой плоскости. До полосы оставалось 2,5 километра, когда с самолёта было передано последнее сообщение: Падаем, конец. Вращаясь вокруг поперечной оси, Ил-18 начал быстро входить в правый крен, при этом опустив нос, а в 18:07:24 в перевёрнутом положении под углом 60° и практически без крена он врезался в поле у железнодорожного полотна и взорвался. Катастрофа произошла в 70 метрах от рельсового полотна Лужского направления Октябрьской железной дороги (участок между платформами Аэропорт и Александровская), по которой в этот момент двигался электропоезд пригородного сообщения. Место падения самолёта в 2480 метрах от торца полосы и в 242 метрах правее продолжения её оси (59°47′55″ с. ш. 30°20′29″ в. д.). Обломки самолёта разбросало на площади радиусом 30 метров, а все находящиеся на борту 109 человек погибли (в некоторых источниках указывается число в 118 погибших).
На 2014 год эта катастрофа по числу жертв занимает третье место в истории ленинградской (петербургской) авиации (после катастроф Ту-154 под Донецком (170 погибших) и Як-42 под Наровлей (132 погибших)), и, совместно с катастрофой под Адлером, второе место в истории Ил-18 (после катастрофы под Воронежем, 111 погибших). Тринадцатое место среди крупнейших авиакатастроф в России (на 2014 год) и в Советском Союзе. Крупнейшая авиакатастрофа на территории Санкт-Петербурга и Ленинградской области.
Впоследствии вблизи места катастрофы (59°47′53″ с. ш. 30°20′27″ в. д.) родственниками погибших были посажены несколько деревьев, среди которых разбито небольшое мемориальное кладбище (кенотаф?). В память по погибшим членам экипажа на кладбище Памяти жертв 9-го января установлен мемориал.

## Причины

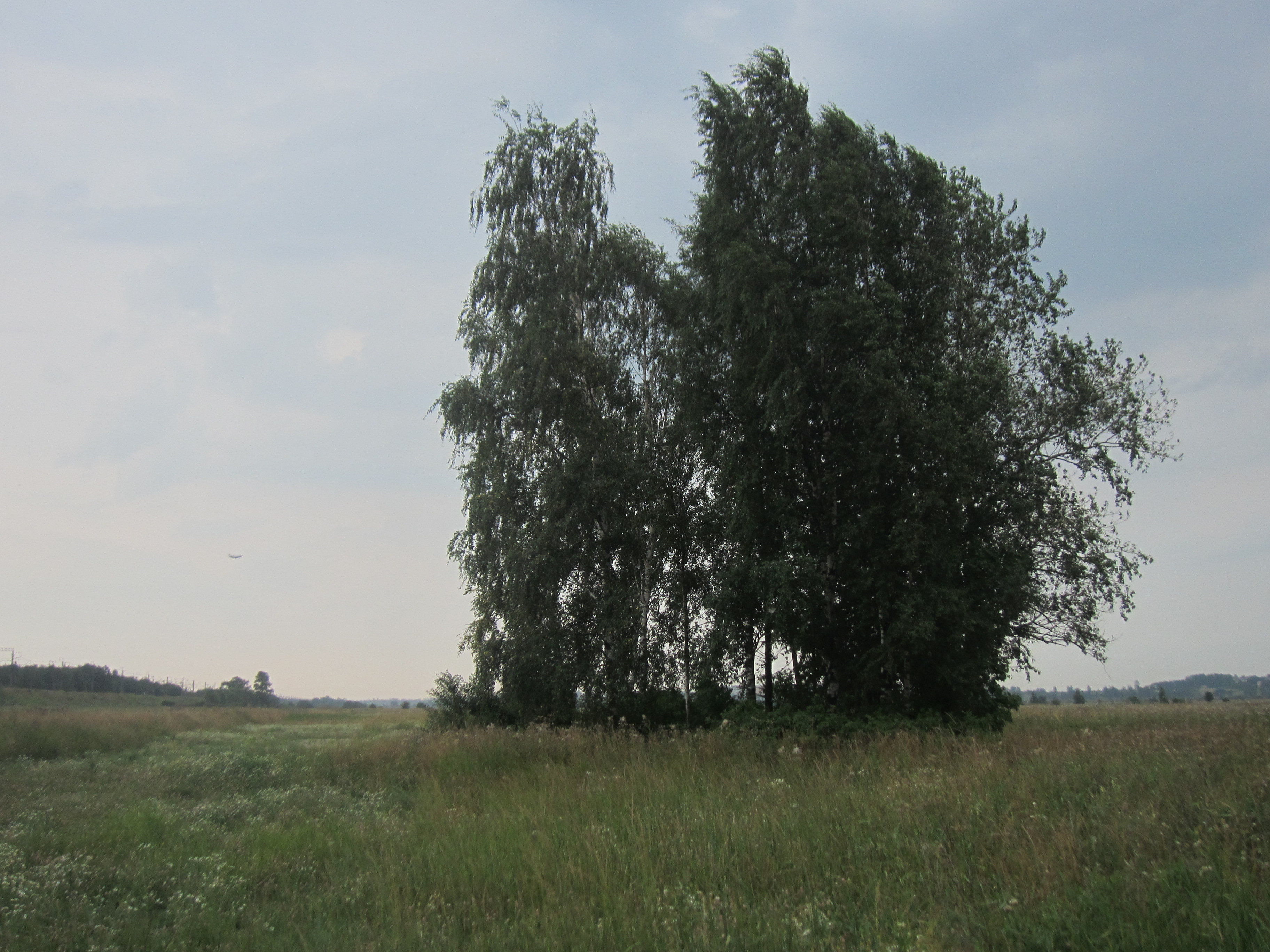
Небольшая роща у места катастрофы, посаженная родственниками погибших

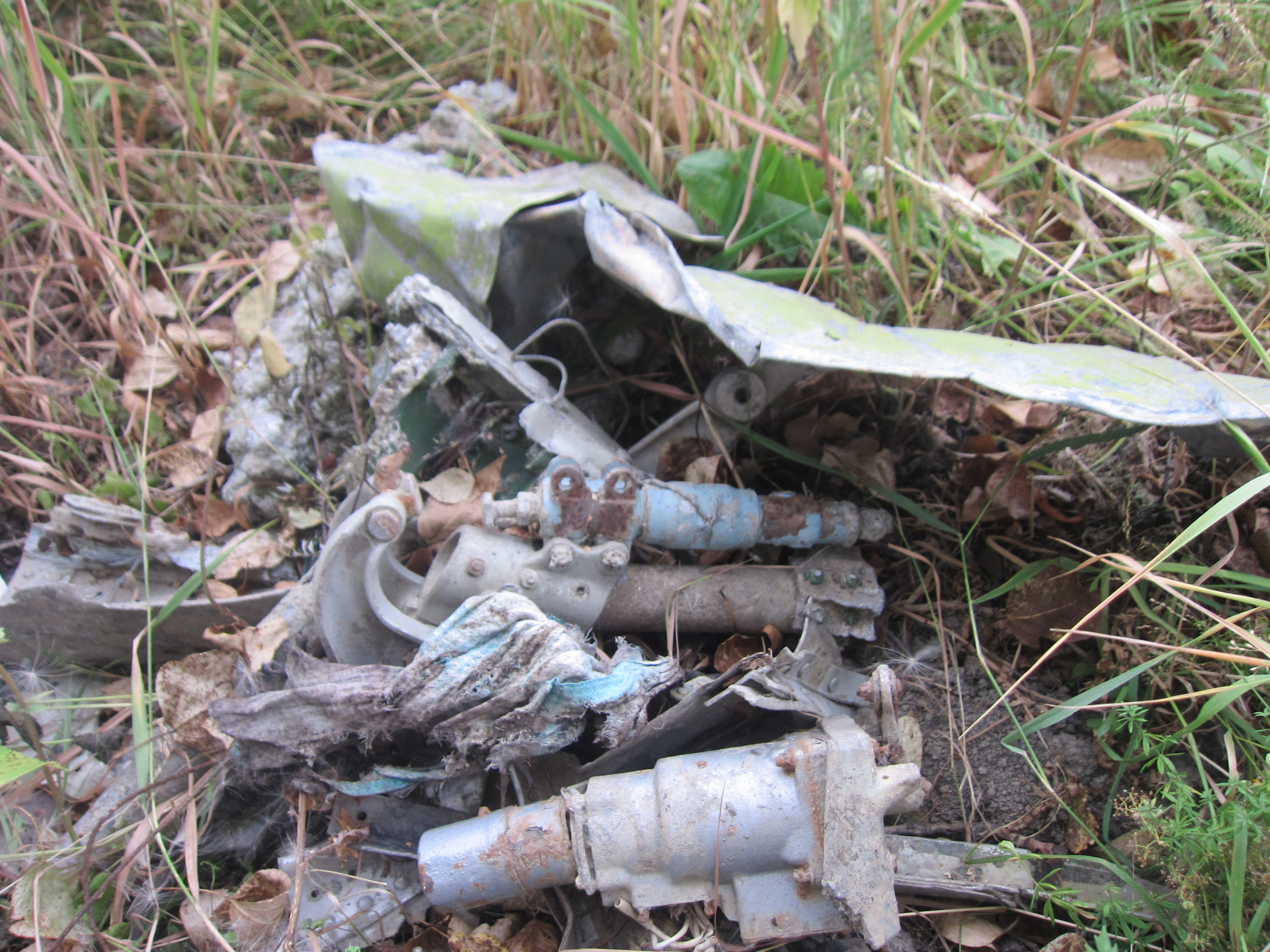
Сохранившиеся обломки авиалайнера

В ходе расследования был отмечен профессионализм экипажа, который, сохраняя спокойствие и мужество, действовал в соответствии с РЛЭ. При этом полёт по «коробочке» выполнялся по более короткому маршруту, нежели по схеме, в том числе ширина была снижена с 12 до 4,2 километров, а длина сокращена на 6—8 километров, благодаря чему последний разворот был выполнен в 6 километрах от торца полосы, а не в 12—14 километрах, как по схеме. Сам полёт по «коробочке» выполнялся на высоте 400 метров, вместо указанных в схеме 600 метров. Благодаря таким мерам весь полёт по «коробочке» занял по продолжительности 7 минут 16 секунд, тогда как если бы он выполнялся по схеме, то на это могло потребоваться 12—14 минут, что почти вдвое дольше.
При изучении четвёртой силовой установки (заводской номер Н2715078) было установлено, что в ней отсутствует диск третьей ступени турбины двигателя, а на корпусе турбины в районе расположения этого диска имеются пробоины. Часть диска третьей ступени турбины удалось обнаружить в районе первого разворота после взлёта. Разрушившись, обломки диска пробили корпус турбины, а также разорвали топливно-масляные трубопроводы, в результате чего начался пожар, при этом автоматически сработала первая очередь системы пожаротушения, но вторая очередь не срабатывала. Также по линии полёта авиалайнера до его столкновения с землёй были обнаружены мелкие обгоревшие элементы конструкции двигателя, в том числе гондолы, капота и противопожарной перегородки, а также части правого закрылка. Силовые элементы конструкции самолёта разрушились только при ударе о землю. Проводка системы управления элеронами, трансмиссия правого закрылка и сам этот закрылок были полностью уничтожены; поскольку они находились в зоне пожара, нельзя было определить их фактическое состояние в момент перед столкновением с землёй.
По неофициальным данным, в предпоследнем полёте этого самолёта (из Краснодара) наблюдалась вибрация четвёртого двигателя, но после проведения проверки борт 75559 был допущен к полёту. Выполнивший этот рейс из Краснодара экипаж отказался выполнять на неисправной машине полёт, поэтому был вызван резервный экипаж, командиром которого и был Николай Данилов. До рокового полёта (по разным источникам, либо за неделю, либо за месяц) у Данилова уже было срабатывание датчика пожара двигателя после взлёта, в связи с чем экипаж выполнил экстренный заход на посадку без выполнения схемы. Однако в тот раз срабатывание датчика было ложным, а Данилов получил разнос от начальства за выполнение захода с нарушениями. Это был уже второй случай ложного срабатывания датчика пожара у командира, и за то, что оба раза Данилов принимал решение возвращаться в аэропорт вылета, другие пилоты даже иногда называли его трусом, что тот воспринял довольно болезненно.

### Выводы
По мнению комиссии, катастрофа произошла из-за пожара четвёртой силовой установки, причиной чего стало разрушение диска третьей ступени турбины двигателя. В зоне пожара находился выпущенный на 30° правый закрылок и его подъёмник. Когда эта часть закрылка была уничтожена огнём, то оставшаяся часть закрылка под напором набегающего воздуха убралась. В результате на правой стороне крыла, вероятно, возник срыв потока с резким падением подъёмной силы, после чего создавшийся дисбаланс (на левой стороне крыла подъёмная сила оставалась прежней) быстро ввёл самолёт в правый крен и перевернул его, несмотря на попытки экипажа предотвратить это полным отклонением штурвала.
Как показала экспертиза диска третьей ступени турбины, его разрушение имело статический характер и было вызвано постепенно увеличивающейся трещиной, которая в результате снизила прочность конструкции диска ниже допустимого. К тому же сам диск был изготовлен из материала с пониженными механическими свойствами. Однозначно установить, почему разрушился диск, не удалось, так как мнения разделились.
Государственный научно-исследовательский институт гражданской авиации пришёл к заключению, что разрушение диска произошло из-за сочетания двух факторов:
1. Материал диска изначально имел пониженное, по сравнению с нормами ЧМТУ ЦНИИ ЧМ 937-63, сопротивление длительному статическому разрушению при температуре 650° C и давлении 65 кг/мм², пониженную длительную пластичность и был чувствителен к концентрации напряжений;
2. Диск работал при более высоких температурных режимах по сравнению с расчётно-эксплуатационными.

Центральный институт авиационного моторостроения, Всесоюзный институт авиационных материалов, Лётно-исследовательский институт Министерства авиационной промышленности, а также предприятие п/я Г-4561 в свою очередь пришли к заключению, что диск разрушился из-за перегрева, так как двигатель эксплуатировался при более высоких режимах, нежели это было установлено инструкцией по эксплуатации, а также низкого качества ремонта двигателей на заводе № 412 гражданской авиации (Ростов-на-Дону). Продолжительная работа при более высоких температурах привела в итоге к тому, что механические свойства диска заметно снизились, тем самым длительная прочность его материала, а также общий ресурс двигателя оказались исчерпаны.
Многолетний опыт дефектации двигателей АИ-20К при их ремонте показывает, что работоспособность дисков первых трёх ступеней компрессора недостаточна.Из аварийного акта